# 马西莫·达莱马
马西莫·达莱马（義大利語：Massimo D'Alema；1949年4月20日— ），意大利政治家，曾任意大利總理。

## 生平
达莱马出生在罗马。其父亲朱塞佩·莫德斯蒂是意大利共产党领导人之一和抵抗运动中的一位将军。母亲是抵抗运动中的一位女英雄。1963年达莱马加入了意大利共产主义青年团。后入比萨师范学院哲学系学习哲学。1968年，19岁的达莱马加入意大利共产党，并成为一个职业记者。1975年，意共总书记恩里科·贝林格任命他为意大利共产主义青年团全国书记，达莱马在意共十五大上进入了党的中央委员会，十六大成为政治局委员，十七大进入书记处。
1987年，他首次当选为众议员。1988年至1990年，他担任意共机关报《团结报》社长。1989年，达莱马同当时意共总书记奥凯托一起领导了意共的社会民主主义化进程，使意共更名为“意大利左翼民主党”，简称“左民党”，左民黨轉型並接受市場經濟。1994年，达莱马出任左民党总书记。2001年11月，达莱马留任左民党主席，总书记为皮埃罗·法西诺。

## 总理
1996年4月提前举行的大选中，前身是意大利共產黨的左翼民主党和新成立的意大利人民党等政黨组成的中左翼联盟首次获得胜利，左民党一跃成为议会第一大党，首次執政成為意大利的执政党，亦是第二次世界大戰後，意大利第一個左翼政府。
1998年10月21日，由於失去共產黨的支持，普罗迪政府以一票之差未能未能通过众议院的信任投票而下台，总统奥斯卡·路易吉·斯卡尔法罗於是授命左翼民主黨領袖达莱马组建新一届内阁，达莱马其後出任總理，成為首位有意大利共產黨背景的總理。
1999年科索沃戰爭中，他領導的政府支持北約轟炸南斯拉夫，雖然執政黨內外及左派並不支持，但在貝盧斯科尼領導的中右翼聯盟的支持下在國會獲得通過，2000年辞职。

## 外長
2006年5月，达莱马出任普罗迪政府副总理兼外交部长，至2008年。

## 著作
著有《一个正常的国家》《左翼与意大利的前途》《设计未来》《大机遇》等书。